# Огневское сельское поселение (Ростовская область)
Огневское сельское поселение — муниципальное образование в Пролетарском районе Ростовской области.
Административный центр поселения — хутор Ганчуков.

## Административное устройство
В состав Огневского сельского поселения входят:
- хутор Ганчуков;
- хутор Ряска;
- хутор Татнинов.

## Население
| 2010  | 2012  | 2013  | 2014  | 2015  | 2016  | 2017  |
| ----- | ----- | ----- | ----- | ----- | ----- | ----- |
| 1095  | ↘1072 | ↘1070 | ↘1051 | ↘1045 | ↗1052 | ↘1038 |
| 2018  | 2019  | 2020  | 2021  |       |       |       |
| ↘1027 | ↘1010 | ↘999  | ↗1007 |       |       |       |